# СОФТКОМ
ТОВ «СОФТКОМ груп» — українська компанія, у формі товариства з обмеженою відповідальністю, яка працює у галузі інформаційних технологій.
Заснована у 1999 році. Головний офіс розташований у Києві. Має філію у м. Біла Церква.
У 2015 році компанія, продемонструвавши високі показники дотримання європейських стандартів з прав людини в трудовій сфері, потрапила до рейтингу «Найкраще місце роботи», складеного Міжнародним фондом «Відродження».

## Основні види діяльності
- Продаж та подальше сервісне обслуговування рішень:
  - «1С: Підприємство»[2]/BAS[3]
  - систем «ЛІГА:ЗАКОН»
  - модулів «M.E.Doc»
  - модуля «FlyDoc»[4]
- Надання IT-послуг: хмарні рішення, обслуговування комп'ютерів, мереж та програмного забезпечення
- Навчання:
  - курси «1С:Підприємство»
  - курси «ЛІГА:ЗАКОН»
- Продаж захищених носіїв інформації «ЦСК Україна» та видача кваліфікованих електронних підписів[5]

## Досягнення
Станом на 01.01.2020 року:
- 20 000 постійних клієнтів;
- статуси:
  - Центр сертифікованого навчання (ЦСН)
  - Центр супроводу програм і продуктів лінійки «1С:Підприємство»;
- відповідність системи менеджменту якості міжнародному стандарту ISO 9001:2015 (з 2017 року компанія має сертифікат
- срібний партнер компанії «Microsoft»[6]
- бронзовий партнер компанії «BitDefender»[7]
- офіційний партнер компанії «ESET»[8]
- 15 травня 2019 компанія отримала статус «Золотий партнер GigaCloud»[9]
- 1873 особи пройшли навчання в нашому навчальному класі
- 3604 впроваджень «1С:Підприємство» реалізовано.

## Штат компанії
В штаті налічується[джерело не вказане 1795 днів]:
- 76 сертифікованих фахівців категорії «Спеціаліст з 1С:Підприємство»
- 220 сертифікованих фахівців категорії «Професіонал з 1С:Підприємство»

## Власні розробки
Компанія також є розробником програмних рішень для автоматизації бізнесу:
- модуль FlyDoc[10](спільна розробка з LINKOS group) — рішення для обміну первинними документами безпосередньо з облікових систем 1С: Підприємство/BAS. Модуль надійшов у продаж 27.09.2018[11][12][13]
- програма СОФТКОМ: IP-Фон — рішення, яке пов'язує IP-телефонію з CRM-системою, бухгалтерською чи обліковою системами підприємства.

## Соціальна активність
Компанія «СОФТКОМ груп» має футбольну команду «СОФТКОМ» та з 2010 року бере участь у матчах. Є активним учасником Ліги брендів «Brandsleague». Змагається з командами інших українських компаній. Зі складом команди «СОФТКОМ», розкладом та результатами останніх матчів можна ознайомитися на офіційній сторінці «Brandsleague». 
Відео матчів доступні на Youtube-каналі «Brandsleague».
Компанія «СОФТКОМ груп» протидіє дискримінації. У 2014 році компанія взяла участь в оцінці Українського індексу корпоративної рівності. 
Суспільними організаціями оцінювались політика компанії щодо людей з інвалідністю, жінок і ЛГБТ-представників. 17 вересня 2015 були оприлюднені результати оцінювання. Компанія «СОФТКОМ груп» увійшла в трійку лідерів з індексом корпоративної рівності 73.[джерело не вказане 1795 днів]